# Chaux (Côte-d'Or)
Chaux is een gemeente in het Franse departement Côte-d'Or (regio Bourgogne-Franche-Comté) en telt 379 inwoners (2005). De plaats maakt deel uit van het arrondissement Beaune.

## Geografie
De oppervlakte van Chaux bedraagt 7,1 km², de bevolkingsdichtheid is 53,4 inwoners per km².
De onderstaande kaart toont de ligging van Chaux (Côte-d'Or) met de belangrijkste infrastructuur en aangrenzende gemeenten.

## Demografie
Onderstaande figuur toont het verloop van het inwonertal (bron: INSEE-tellingen).